# Cyrtandra imminuta
Cyrtandra imminuta är en tvåhjärtbladig växtart som beskrevs av Charles Baron Clarke. Cyrtandra imminuta ingår i släktet Cyrtandra och familjen Gesneriaceae. Inga underarter finns listade i Catalogue of Life.